# Šušnjar
Šušnjar (en serbe cyrillique : Шушњар) est un village de Serbie situé dans la municipalité de Lazarevac et sur le territoire de la Ville de Belgrade. Au recensement de 2011, il comptait 439 habitants.

## Géographie

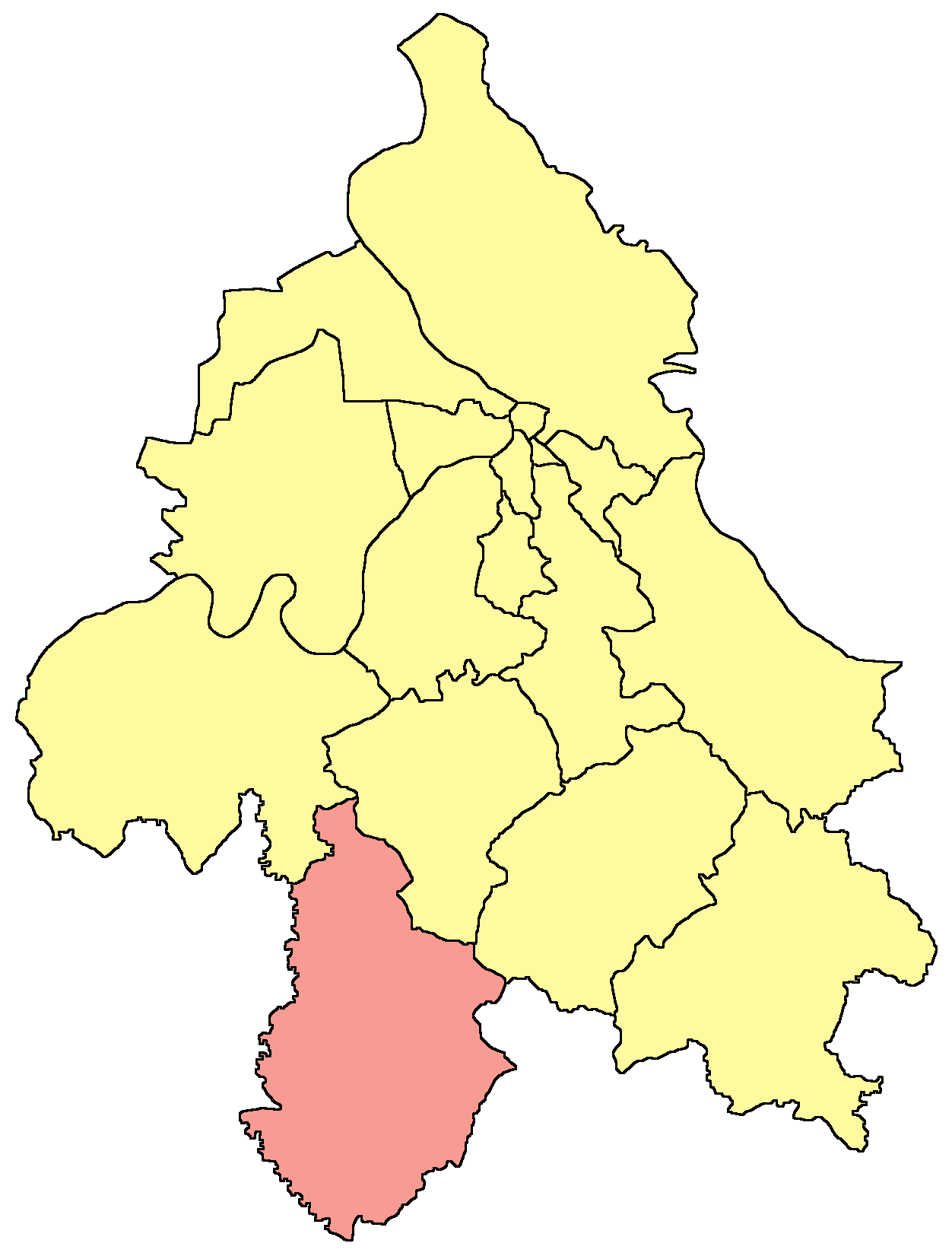
Localisation de la municipalité de Lazarevac dans la Ville de Belgrade

## Démographie

### Évolution historique de la population
| 1948 | 1953 | 1961 | 1971 | 1981 | 1991 | 2002 | 2011 |
| ---- | ---- | ---- | ---- | ---- | ---- | ---- | ---- |
| 253  | 269  | 260  | 355  | 347  | 609  | 322  | 439  |

|  |

### Données de 2002
Pyramide des âges (2002)
En 2002, l'âge moyen de la population était de 33,9 ans pour les hommes et 36,8 ans pour les femmes.
Répartition de la population par nationalités (2002)
En 2002, les Serbes représentaient 95,65 % de la population et les Monténégrins 1,59 %.

### Données de 2011
En 2011, l'âge moyen de la population était de 39,4 ans, 38,2 ans pour les hommes et 40,6 ans pour les femmes.